# 撒網的比喻
撒網的比喻是一个耶稣用的一个关于天国和最后的审判的比喻，记载于《马太福音》第13章第47-50节。 

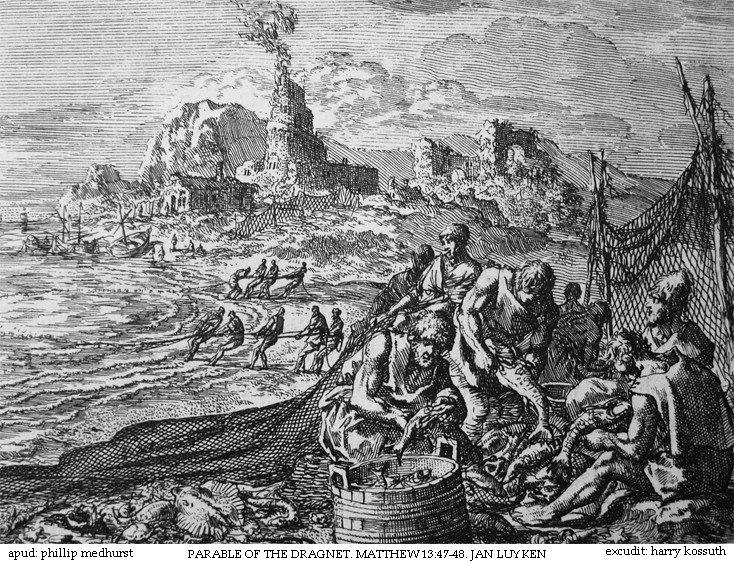

## 圣经译文
|                                         | 天国又好像网撒在海裡，聚拢各样水族。 网既满了，人就拉上岸来坐下，拣好的收在器具里，将不好的丢弃了。 世界的末了，也要这样。天使要出来从义人中，把恶人分别出来， 丢在火炉裡。在那里必要哀哭切齿了。 |
| ——《马太福音》第13章第47-50节（和合本） | |